# Knud Rasmussen
Knud Rasmussen (danès: Knud Johan Victor Rasmussen)  (Ilulissat, 7 de juny de 1879 - Gentofte Hospital, 21 de desembre de 1933) va ser un explorador polar danès i un antropòleg. Va estudiar els esquimals o inuits i va ser el primer europeu a travessar el Passatge del Nord amb trineus de gossos.

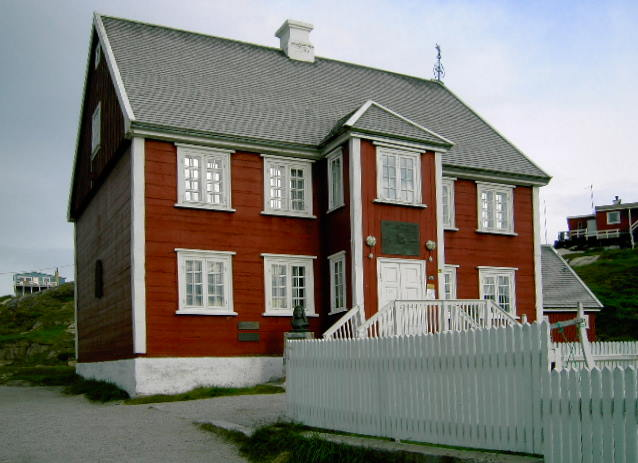
Casa familiar dels Rasmussen a Ilulissat

Rasmussen nasqué a Ilulissat, Grenlàndia essent fill d'un missioner danès mentre que la seva mare era en part inuit. Sabia parlar l'idioma greenlandès dit també Kalaallisut. Entre els anys 1898 i 1900 intentà fer carrera com a actor i cantant d'òpera.
La seva primera expedició polar la va fer entre els anys 1902 i 1904 amb Jørgen Brønlund, Harald Moltke i Ludvig Mylius-Erichsen, per tal d'examinar la cultura dels inuits. Escriví el llibre The People of the Polar North (1908).

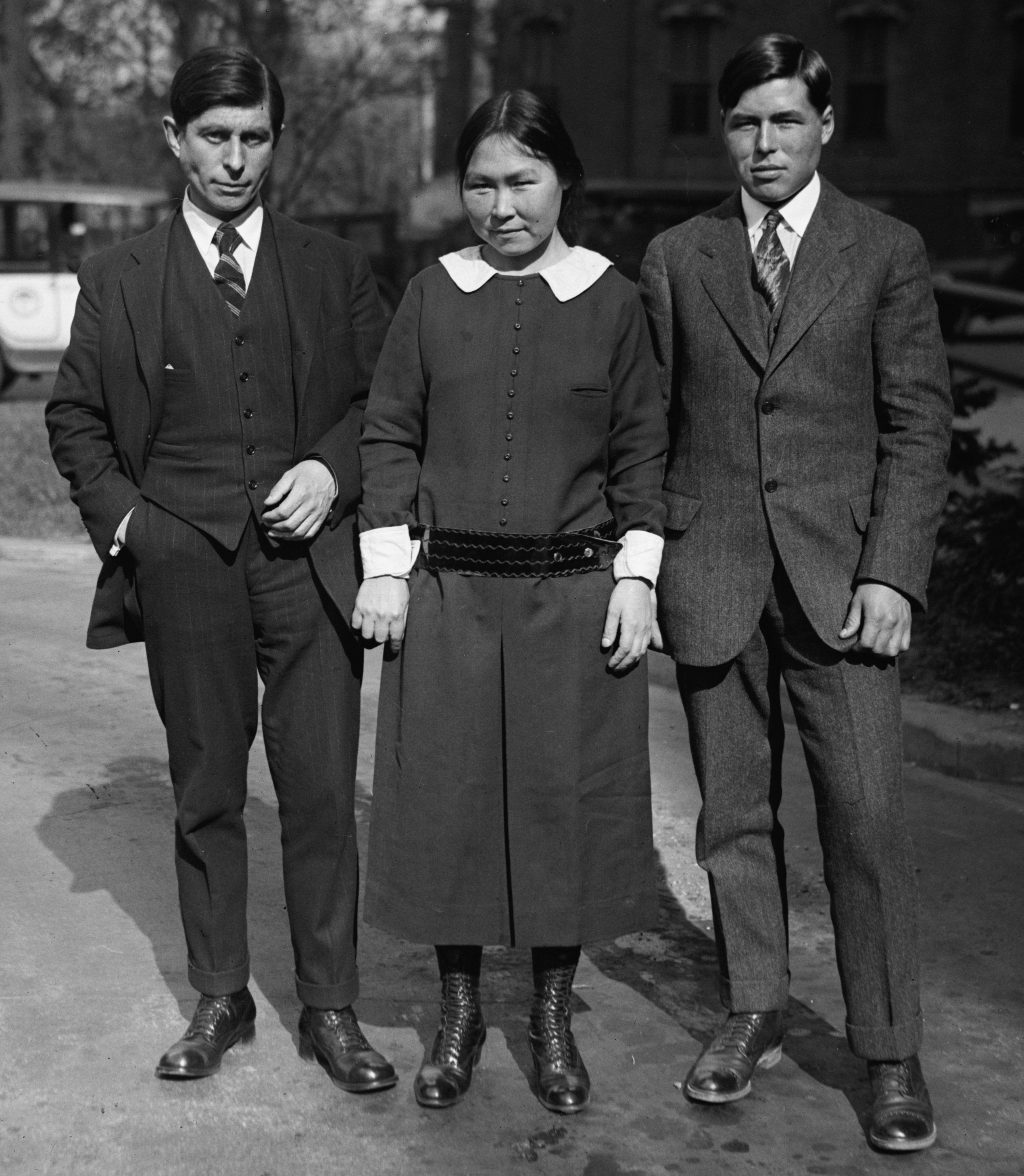
Rasmussen (esquerra) el 1924

La seva segona expedició (1916–1918) va ser al desconegut nord de Grenlàndia i sobre això va escriure el llibre Greenland by the Polar Sea (1921).
Morí a Copenhaguen.

## Honors
Va ser declarat Membre Honorari (Honorary Fellowship) per l'American Geographical Society el 1912, i va rebre la Medalla Charles Patrick Daly el 1924. Va ser doctor honorari de la Universitat de Copenhaguen.